# Rebelión Greyjoy
La rebelión de los Greyjoy es una rebelión ficticia relatada en la saga de libros Canción de hielo y fuego del escritor George R. R. Martin, que tiene lugar antes de los hechos narrados en la saga. 
El conflicto se desató con la autoproclamación de Balon Greyjoy como «Rey de las Islas del Hierro», rebelándose contra la autoridad del rey Robert Baratheon, que hacía poco que se había hecho con el Trono de Hierro tras la Rebelión de Robert. La guerra finalizó cuando las tropas realistas tomaron Pyke, el bastión de la Casa Greyjoy, y obligaron a Balon a hincar la rodilla de nuevo ante el rey Robert.
La guerra es narrada, tanto a lo largo de la saga escrita, como en la enciclopedia sobre la saga El mundo de hielo y fuego.

## Antecedentes
Lord Quellon Greyjoy había participado en la Rebelión de Robert aliándose con los rebeldes en las postrimerías del conflicto, influenciado, sobre todo, por sus hijos. Lord Quellon había sido un hombre pacífico y conciliador, que había tratado durante todo su mandato de evitar la guerra.
Balon Greyjoy sucedió a su padre tras la muerte de este en la rebelión. Lord Balon comenzó a planear su rebelión contra el Trono de Hierro desde un primer momento, acumulando tropas y barcoluengos. Tal y como declara el propio George R.R. Martin, Balon Greyjoy pudo creer que el reinado de Robert era demasiado inestable como para poder responder adecuadamente, mientras que confiaba en la superioridad de su flota respecto a la que pudiera reunir Robert Baratheon.

## Desarrollo
En el año 289 d. C., Balon se autoproclamaba «Rey de las Islas del Hierro»; en un plan orquestado por su hermano, Euron Greyjoy, la Flota de Hierro lanzó un ataque sorpresa sobre Lannisport, destruyendo la flota de la Casa Lannister. El siguiente movimiento de Balon fue atacar el bastión de Varamar, en las Tierras de los Ríos, el más cercano a las Islas del Hierro. El ataque fue dirigido por el hijo mayor de Balon, Rodrik, sin embargo, el ataque fue un fracaso; los Hijos del Hierro fueron rechazados y Rodrik Greyjoy falleció durante el asalto.
El rey Robert respondió reuniendo una gran flota con todas las casas que tan recientemente le habían jurado lealtad. Puso al mando de dicha flota a su hermano, Stannis Baratheon, un comandante que ya se había destacado durante la propia guerra contra Aerys II Targaryen. Stannis logró tender una emboscada a la Flota de Hierro de Victarion Greyjoy, donde la mayor potencia de fuego de las galeras de guerra fue decisiva contra los ligeros barcoluengos. La destrucción de la Flota de Hierro permitió a los realistas invadir las Islas del Hierro sin apenas oposición; Barristan Selmy atacó Viejo Wyk, Stannis la isla de Gran Wyk, mientras que el propio rey Robert y Eddard Stark atacaron la isla de Pyke, sede de la propia Casa Greyjoy.
Tras invadir la isla, las tropas del rey Robert asaltaron el bastión de Pyke, refriega donde falleció otro de los hijos varones de Balon Greyjoy. La resistencia de los Hijos del Hierro fue enconada, pese a todo, la fortaleza cayó. Ante esta situación, Balon decidió hincar la rodilla ante Robert para salvar su vida y su señorío, a cambio de que el último de sus hijos varones supervivientes, Theon Greyjoy, fuera enviado como rehén a Invernalia.